# Erica Gavin
Pour les articles homonymes, voir Gavin.
Erica Gavin est une actrice américaine née le 22 juillet 1947 à Los Angeles en Californie.
Elle est connue particulièrement pour avoir interprété le rôle-titre du film Vixen! de Russ Meyer en 1968.

## Filmographie
- 1968 : Initiation : Jan
- 1968 : Vixen! : Vixen Palmer
- 1970 : La Vallée des Plaisirs / Orgissimo (Beyond the Valley of the Dolls) : Roxanne
- 1971 : Erika's Hot Summer : Erika
- 1973 : Godmonster of Indian Flats
- 1974 : Caged Heat : Jacqueline Wilson
- 2008 : 3 Stories About Evil : madame Harris